# Шамсуддин аль-Бухари
Шамсуддин Мухаммад ибн Мубаракшах Мирак аль-Бухари аль-Харави (конец XIII в.) — математик, астроном и философ Хорезмшахов. Родился в Бухаре, работал в Герате.
Составил комментарии к «Предложениям обоснования» ас-Самарканди, к «Введению в науку астрономии» ал-Хараки, к «Краткому изложению» ал-Чагмини, к «Философии источника» ал-Казвини. Написал книгу «Познание северной астролябии».
Зидж Ал-Бухари сохранился в греческом византийском переводе. В его главе «Об эрах» рассматриваются зиджи других астрономов стран ислама: «Сабейский зидж» ал-Баттани, «Всеобщий зидж» Кушьяра ибн Лаббана, «Санджаров зидж» ал-Хазини, «Ала ад-Динов зидж» аш-Ширвани, «Шахский зидж» ас-Салара, «Фахиров зидж» ал-Абхари, зидж ал-Магриби, «Ильханский зидж» Насир ад-Дина ат-Туси.